# Dispositiu lògic programable

Un dispositiu PAL simplificat. Els elements programables (mostrats com un fusible) connecten tant les entrades reals com les complementades a les portes AND. Aquestes portes AND, també conegudes com a termes de producte, es combinen amb OR per formar una matriu lògica de suma de productes.

Un dispositiu lògic programable (PLD) és un component electrònic utilitzat per construir circuits digitals reconfigurables. A diferència de la lògica digital construïda mitjançant portes lògiques discretes amb funcions fixes, un PLD té una funció no definida en el moment de la fabricació. Abans que el PLD es pugui utilitzar en un circuit, s'ha de programar per implementar la funció desitjada. En comparació amb els dispositius lògics fixos, els dispositius lògics programables simplifiquen el disseny de la lògica complexa i poden oferir un rendiment superior. A diferència dels microprocessadors, programar un PLD canvia les connexions realitzades entre les portes del dispositiu. Els PLD es poden classificar a grans trets en, en ordre creixent de complexitat, Dispositius lògics programables simples (SPLD), que inclouen lògica de matriu programable, matriu de lògica programable i lògica de matriu genèrica; Dispositius lògics programables complexos (CPLD) i matrius de portes programables en camp (FPGA).
El 1969, Motorola va oferir el XC157, una matriu de portes programada amb màscara amb 12 portes i 30 pins d'entrada/sortida no compromesos.
El 1970, Texas Instruments va desenvolupar un CI programable amb màscara basat en la memòria associativa de només lectura o ROAM d'IBM. Aquest dispositiu, el TMS2000, es va programar alterant la capa metàl·lica durant la producció de l'IC. El TMS2000 tenia fins a 17 entrades i 18 sortides amb 8 flip flop JK per a la memòria. TI va encunyar el terme Programmable Logic Array (PLA) per a aquest dispositiu.

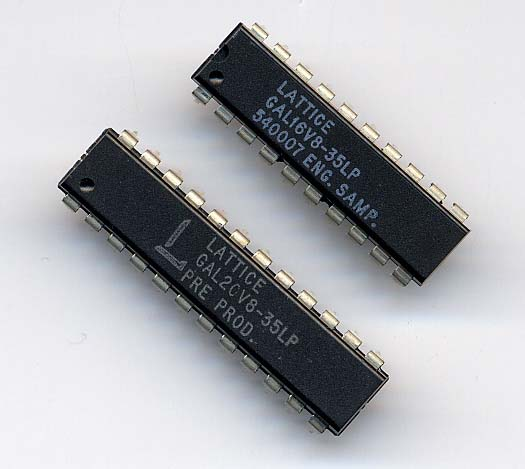
Lattice GAL 16V8 i 20V8

## PAL
Els dispositius PAL tenen matrius de cèl·lules de transistors disposades en un pla "OR fix, programable I" utilitzat per implementar equacions lògiques binàries de "suma de productes" per a cadascuna de les sortides en termes d'entrada i retroalimentació síncrona o asíncrona de les sortides.

## GAL
Una millora del PAL va ser el dispositiu lògic de matriu genèric, o GAL, inventat per Lattice Semiconductor el 1985. Aquest dispositiu té les mateixes propietats lògiques que el PAL però es pot esborrar i reprogramar. El GAL és molt útil en l'etapa de prototipatge d'un disseny, quan qualsevol error de la lògica es pot corregir mitjançant la reprogramació. Els GAL es programen i es reprogramen mitjançant un programador PAL o mitjançant la tècnica de programació en circuit en xips de suport.

## CPLD
Els PAL i els GAL només estan disponibles en mides petites, equivalents a uns quants centenars de portes lògiques. Per a circuits lògics més grans, es poden utilitzar PLD o CPLD complexos. Aquests contenen l'equivalent de diversos PAL connectats per interconnexions programables, tot en un circuit integrat. Els CPLD poden substituir milers, o fins i tot centenars de milers, de portes lògiques.

## FPGA
Mentre els PAL s'estaven desenvolupant en GAL i CPLD (tots s'han comentat anteriorment), s'estava produint un flux de desenvolupament independent. Aquest tipus de dispositiu es basa en la tecnologia de matriu de portes i s'anomena matriu de portes programable en camp (FPGA). Els primers exemples d'FPGA són la matriu 82s100 i el seqüenciador 82S105, de Signetics, introduït a finals dels anys setanta. El 82S100 era una sèrie de termes AND. El 82S105 també tenia funcions de xancleta.

## EPLD
Utilitzant la mateixa tecnologia que les EPROM, els EPLD tenen una finestra de quars al paquet que permet esborrar-lo en exposició a la llum UV.
Utilitzant la mateixa tecnologia que les EEPROM, els EEPLD es poden esborrar elèctricament.